# Can Carbó (Perafita)
Can Carbó és una masia de Perafita (Lluçanès) inclosa a l'Inventari del Patrimoni Arquitectònic de Catalunya.

## Descripció
Edifici format bàsicament per una construcció de planta rectangular, amb teulat a doble vessant amb el carener perpendicular a la façana, que dona a la plaça de l'església. S'hi han adossat altres construccions que havien estats dependències agrícoles o del bestiar i ara són majoritàriament d'esplai. La casa té planta baixa, pis i golfes i presenta totes les façanes regularment ordenades. Si bé per una de les façanes, la finca limita amb el carrer que porta a la plaça de l'església, les altres fan de límit del nucli urbà de Perafita per aquesta banda.
A la façana principal s'obre, a la planta baixa, un portal rectangular de pedra treballada amb una llinda de 1,5 metres d'amplada, datada l'any 1.599. En el primer pis hi ha una austera balconada amb base de bigues de fusta i una porta amb pedra treballada. Damunt hi ha una petita teulada que fa d'aixopluc fet amb teula i sostingut per dues bigues de fusta (5 metres d'allargada per 1,5 metres d'amplada).
Adossada a uns dels murs de la casa hi ha una tina, o dipòsit d'aigua, que està formada per una construcció de murs de pedres irregulars i morter, de planta circular. A la part superior de la tina, i coincidint amb una porta del pis de la casa hi ha una coberta d'uralita, que s'aguanta amb un pilar amb capitell i la paret de la façana de la casa. Sota aquest teulat hi ha una curriola antiga, de fusta. Aquesta curriola és un cos cilíndric format per llistons a la part central.